# Lijst van voetbalinterlands Antigua en Barbuda - Haïti (vrouwen)
Deze lijst van voetbalinterlands is een overzicht van alle officiële voetbalinterlands tussen de nationale vrouwenteams van Antigua en Barbuda en Haïti. De landen hebben tot nu toe één keer tegen elkaar gespeeld.

## Wedstrijden
| № | Plaats    | Datum       | Competitie                          | Wedstrijd                  | Uitslag |
| - | --------- | ----------- | ----------------------------------- | -------------------------- | ------- |
| 1 | Marabella | 15 mei 2010 | CONCACAF Gold Cup 2010 kwalificatie | Antigua en Barbuda − Haïti | 1 − 4   |

## Samenvatting
| Competitie                     | Totaal gespeeld | Winst Antigua en Barbuda | Gelijk | Winst Haïti | Doelsaldo Antigua en Barbuda – Haïti |
| ------------------------------ | --------------- | ------------------------ | ------ | ----------- | ------------------------------------ |
| CONCACAF Gold Cup kwalificatie | 1               | 0                        | 0      | 1           | 1 − 4                                |
| Totaal                         | 1               | 0                        | 0      | 1           | 1 − 4                                |